# Хрватска ваздухопловна легија
Хрватска ваздухопловна легија је била део оружаних снага Независне Државе Хрватске, и била је састављена искључиво од добровољаца. Основана је 27. јуна 1941. године, по наредби хрватског поглавниак Анте Павелића. За време Другог светског рата, учествовала је у борбама на Источном фронту.

## Структура
Легија се састојала од:
- 4. ваздухопловна ловачка група

1. 10. ловачко јато
2. 11. ловачко јато

- 5. ваздухопловна бомбардерска група

1. 12. бомбардерско јато
2. 13. бомбардерско јато

## Рат

### Ваздухопловна ловачка група
Добровољци ове групе су упућени на двомесечну обуку у Немачкој, 15. јула 1941. године. У том периоду, они су били означени као припадници Луфтвафеа (ваздухопловних снага Трећег рајха), те су се нашли под заклетвом немачком вођи Адолфу Хитлеру, и под директном управом немачког Министра ваздухопловства, а у униформама немачке армије. На самом крају обуке, основане су две ловачке ескадриле у оквиру ове групе: 10. ловачко јато (чији је заповедник постао капетан Владимир Ференчина) и 11. ловачко јато (чији је заповедник постао капетан Златко Стипчић).
Четврта ваздухопловна ловачка група је упућена на Источни фронт, октобра 1941. године. Већ следећег месеца, оборили су први совјетски авион.

### Ваздухопловна бомбардерска група
Чланови ове групе су прошли обуку у Немачкој, где су отишли јула 1941. године. Усавршавали су борбена дејства на авионима типа FW58, Do-17 и Ju-W-34. На крају обуке, основана су два јата: 12. бомбардерско јато (чији је заповедник постао капетан Иван Пезељ) и 13. бомбардерско јато (чији је заповедник постао капетан Владимир Граовац).
Пета ваздухопловна бомбардерска група је упућена на источни фронт, и прве губитке је претрпела 1. децембра 1941. године, када је у нападу на Москву оборен један авион.
Војници су упућени на одмор, 23. фебруара 1942. године, да би се убрзо поново вратили на фронт. На крају 1942. године, читава Ваздухопловна бомбардерска група је повучена са источног фронта и враћена у Независну Државу Хрватску, како би помогла борбу против припадника партизанских снага.